# Krzywiń
Krzywiń [ˈkʂɨvʲiɲ] (deutsch Kriewen, älter auch Kirchen) ist eine Stadt in der Woiwodschaft Großpolen. Sie ist Sitz der gleichnamigen Stadt-und-Land-Gemeinde im Powiat Kościański.

## Geographische Lage
Die Ortschaft liegt an der Obra, etwa 50 Kilometer (Luftlinie) südwestlich der Stadt Posen.

## Geschichte

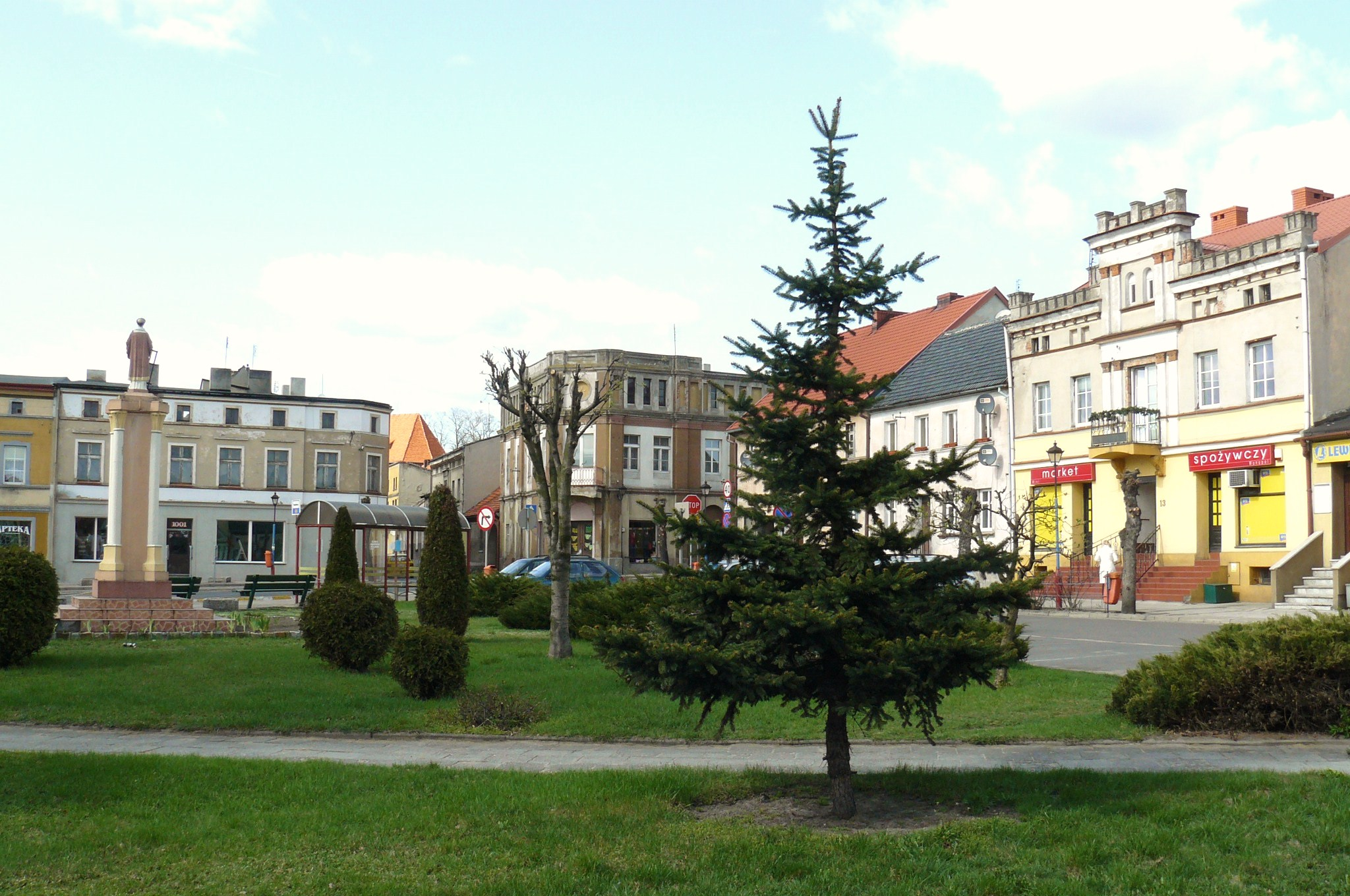
Rathausplatz mit Rathaus (1905)

Die erste urkundliche Erwähnung des heutigen Krzywiń stammt aus dem Jahr 1237; der Ort war Sitz eines Kastellans. In der zweiten Hälfte des 13. Jahrhunderts erhielt der Ort Stadtrecht.
Bei der Zweiten Teilung Polens fiel die Stadt an Preußen. 1807 wurde der Ort Teil des neu gebildeten Herzogtums Warschau, bevor es 1815 wieder zu Preußen kam. 
1900 nahm die Schmalspurbahn Śmigielska Kolej Dojazdowa ihren Betrieb von Kriewen nach Alt Boyen (Stare Bojanowo) auf. 
Nach dem Ersten Weltkrieg wurde der Ort aufgrund der Bestimmungen des Versailler Vertrags 1919/1920 Teil des Zweiten Polnischen Republik.
Im September 1939 wurde der Ort während des Überfalls auf Polen von der deutschen Wehrmacht besetzt. Bis 1945 war Kriewen dem Landkreis Kosten  im Reichsgau Wartheland zugeordnet. Im Frühjahr 1945 wurde die Region mit dem Ort von der Roten Armee besetzt. Die deutschen Bewohner wurden in der Folgezeit von der örtlichen polnischen Verwaltungsbehörde vertrieben.

### Einwohnerzahlen vor 1945
- 1800: 0534 (Polen), darunter vier Juden[4]
- 1816: 0553[4]
- 1840: 0869[4]
- 1861: 1154[4]
- 1885: 1885[7]

## Gemeinde
Zur Stadt-und-Land-Gemeinde Krzywiń gehören neben der Stadt Krzywiń weitere 23 Dörfer mit Schulzenämtern.

## Kultur und Sehenswürdigkeiten
- Rathaus aus dem Jahr 1905
- Spätgotische Kirche des Heiligen Nikolaus
- Windmühlen aus den Jahren 1698 und 1803.